# Alesa rothschildi
Espèce
Alesa rothschildi est un insecte lépidoptère appartenant à la famille  des Riodinidae et au genre Alesa.

## Dénomination
Alesa rothschildi a été décrit par Seitz en 1917 sous le nom de Mimocastnia rothschildi

### Noms vernaculaires
Il se nomme Rothschild's Metalmark en anglais.

## Description
Alesa rothschildi est un papillon de taille moyenne au dessus noir et au revers beige marbré de marron et légèrement suffusé de cuivré.

## Écologie et distribution
Alesa rothschildi est présent en Guyane, en Guyana et au Surinam.

### Biotope
Il réside dans la forêt amazonienne.

### Protection
Pas de statut de protection particulier.